# Nuoto artistico ai Giochi della XXXII Olimpiade - Squadre
La gara delle Squadre del nuoto artistico dei Giochi della XXXII Olimpiade si è svolta dal 6 al 7 agosto 2021 presso il Tokyo Aquatics Centre. Hanno partecipato alla gara 80 atlete provenienti da 10 nazioni. È la prima edizione in cui viene utilizzata la nuova denominazione "nuoto artistico", decisa dalla Federazione internazionale del nuoto (FINA) nel 2017, in sostituzione della precedente "nuoto sincronizzato".

## Programma
| Data          | Ora (UTC+9) | Turno         |
| ------------- | ----------- | ------------- |
| 6 agosto 2021 | 19:30       | Prova Tecnica |
| 7 agosto 2021 | 19:30       | Prova Libera  |

## Risultati[2]
La Grecia non ha partecipato perché la squadra è stata in isolamento per COVID-19.
| Posizione | Team      | Atlete | Prova Tecnica | Prova Libera | Totale   |
| --------- | --------- | --- | ------------- | ------------ | -------- |
| Oro       | ROC       | Vlada Čigirëva, Marina Goljadkina, Svetlana Kolesničenko, Polina Komar, Aleksandra Packevič, Svetlana Romašina, Alla Šiškina, Marija Šuročkina                            | 97.2979       | 98.8000      | 196.0979 |
| Argento   | Cina      | Feng Yu, Guo Li, Huang Xuechen, Liang Xinping, Sun Wenyan, Wang Qianyi, Xiao Yanning, Yin Chengxin                                                                        | 96.2310       | 97.3000      | 193.5310 |
| Bronzo    | Ucraina   | Maryna Aleksiïva, Vladyslava Aleksiïva, Marta Fjedina, Ekateryna Reznyk, Anastasija Savčuk, Alina Šynkarenko, Kseniya Sydorenko, Jelyzaveta Jachno                        | 94.2685       | 96.0333      | 190.3018 |
| 4         | Giappone  | Juka Fukumura, Yukiko Inui, Moeka Kijima, Okina Kyogoku, Mayu Tsukamoto, Akane Yanagisawa, Mashiro Yasunaga, Megumu Yoshida                                               | 93.3773       | 94.9333      | 188.3106 |
| 5         | Italia    | Beatrice Callegari, Domiziana Cavanna, Linda Cerruti, Francesca Deidda, Costanza Di Camillo, Costanza Ferro, Gemma Galli, Enrica Piccoli                                  | 91.3372       | 92.8000      | 184.1372 |
| 6         | Canada    | Emily Armstrong, Rosalie Boissonneault, Andrée-Anne Côté, Camille Fiola-Dion, Claudia Holzner, Audrey Joly, Halle Pratt, Jacqueline Simoneau                              | 91.4992       | 92.5333      | 184.0325 |
| 7         | Spagna    | Ona Carbonell, Berta Ferreras, Meritxell Mas, Alisa Ozhogina, Paula Ramírez, Sara Saldaña, Iris Tió, Blanca Toledano                                                      | 90.3780       | 91.5333      | 181.9113 |
| 8         | Egitto    | Laila Ali, Nora Azmy, Hanna Hiekal, Maryam Maghraby, Farida Radwan, Nehal Saafan, Shahd Samer, Jayda Sharaf                                                               | 77.9147       | 80.0000      | 157.9147 |
| 9         | Australia | Carolyn Rayna Buckle, Hannah Burkhill, Kiera Gazzard, Alessandra Ho, Kirsten Kinash, Rachel Presser, Emily Rogers, Amie Thompson                                          | 75.6351       | 77.3667      | 153.0018 |
| dns       | Grecia    | Maria Alzigkouzi Kominea, Eleni Fragkaki, Krystalenia Gialama, Pinelopi Karamesiou, Andriana Misikevych, Evangelia Papazoglou, Evangelia Platanioti, Georgia Vasilopoulou | dns           | dns          | dns      |